# Michel Boujenah
Pour les articles homonymes, voir Boujenah.
Michel Boujenah est un acteur, humoriste et réalisateur français, né le 3 novembre 1952 à Tunis.

## Biographie

### Jeunesse et études
Né le 3 novembre 1952 à Tunis, Michel Boujenah passe sa petite enfance en Tunisie. Son père, Joseph Boujenah, est médecin. Il a trois frères, Yves (né en 1946), Jean-Louis (né en 1950) et Paul (né en 1958) qui deviendra cinéaste. En 1963, âgé de 11 ans, il rejoint la France avec ses parents, et s'installe dans la cité de la Croix d’Arcueil à Bagneux, dans la banlieue modeste du sud de Paris. Il souffre beaucoup de cette rupture avec sa terre et sa culture natale.
En 1967, âgé de 15 ans, il décide de réaliser son rêve d'enfance : devenir acteur. Un jour à l’École alsacienne du 6e arrondissement (il y est lycéen entre 1967 et 1970), il présente à l'oral un exposé sur le livre Le Dernier des Justes d'André Schwarz-Bart qui lui fait comprendre ses dons de conteur. Il intègre alors le théâtre de l'école. Après avoir passé son bac, il passe le concours de l’École supérieure d’art dramatique du Théâtre national de Strasbourg, mais il est recalé notamment à cause de son accent tunisien,.

### Carrière
En 1972, après quelques stages de comédie, Michel Boujenah monte avec ses deux amis, Paul Allio et Corinne Atlas sa propre compagnie de théâtre « La Grande Cuillère », dans laquelle il fait monter sur scène des comédiens amateurs, des adolescents de banlieue. Il joue pour les enfants pendant six ans et interprète ses propres textes dans des cafés-théâtres.
Il écrit et met en scène tous ses spectacles solo qui retournent les stéréotypes négatifs tout en affirmant son identité culturelle. Son premier spectacle en 1980, Albert, créé au théâtre du Lucernaire à Paris loué pour l'occasion, co-écrit avec Corinne Atlas avec des musiques de Michel Valensi et Geneviève Cabannes, remporte un grand succès. Il y incarne son propre personnage, et prend pour thème la vie des juifs tunisiens immigrés en France, souffrant de leur déracinement et du sentiment d'« étrangeté » lors de leur arrivée en France marquée par des restes d'idéologie coloniale. Lors d'une interview, il revient sur ce premier spectacle. Il y explique que ses origines juives sont fondamentales pour lui, en tant qu'élément personnel constitutif de son identité, mais qu'il ne souhaite pas construire son humour sur cette image de juif arabe, ce qui le pousse plus tard dans sa carrière à en partie renier ce premier spectacle. Ses origines juives et tunisiennes, son enfance d'immigré forment pour lui une situation personnelle complexe, où il évolue entre reniement et acceptation de sa différence. Il juge néanmoins qu'elles sont sans importance pour son humour, que ce qui compte pour lui c'est que son humour soit sincère.
Son second spectacle Anatole est un échec, si bien qu'il reprend son personnage d'Albert. Le suivant, Les Magnifiques, une série de portraits de juifs franco-tunisiens est à nouveau un grand succès. Il est alors reconnu par le public, les médias et le monde du spectacle, et sa carrière est lancée. Il poursuit avec L'Ange gardien, Elle et moi, Le Petit Génie, etc. « Sa faconde, son art de la narration de l’exagération, sa capacité à faire passer l’émotion et son sens de l’improvisation font mouche ».
En 1979, il débute avec succès une carrière d'acteur comique de cinéma, avec Mais qu'est-ce que j'ai fait au bon Dieu pour avoir une femme qui boit dans les cafés avec les hommes ? de Jan Saint-Hamont. Il y joue son rôle de prédilection, celui d'un homme profondément gentil et un peu naïf. En 1985, il joue dans Trois Hommes et un couffin de Coline Serreau avec André Dussollier et Roland Giraud, et obtient le César du meilleur acteur dans un second rôle et son premier grand succès d'acteur de cinéma où il devient populaire. Il joue la suite 18 Ans après en 2002.
En 1992, il fait partie de la sélection de candidats pour le César du meilleur acteur, pour son film Le Nombril du monde d'Ariel Zeitoun, où il rompt avec ses rôles de comiques.

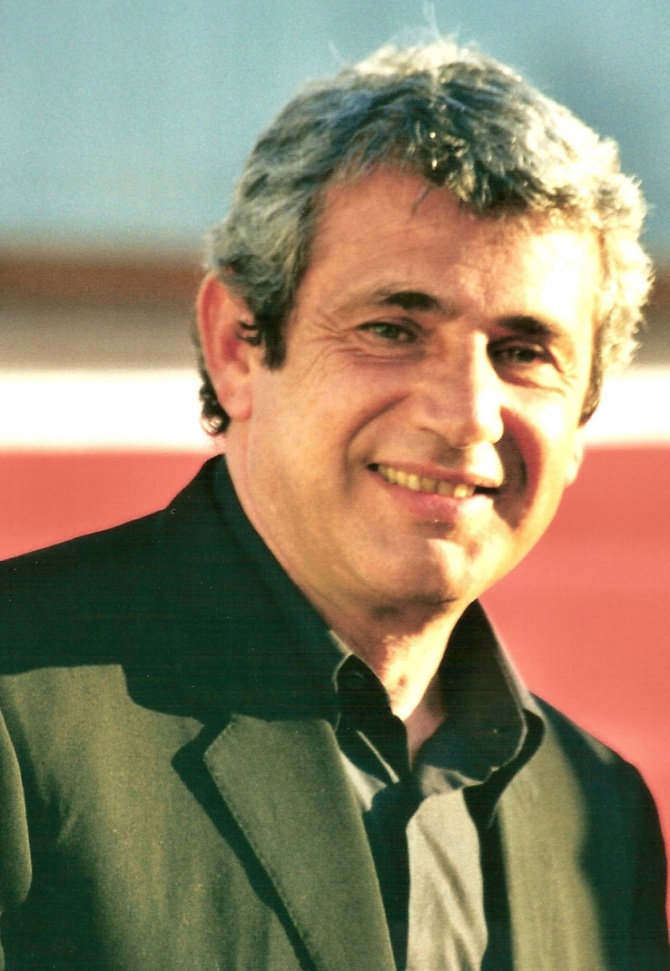
Michel Boujenah au festival de Cannes 2002.

En 2003, il écrit et réalise son premier film, Père et Fils avec Philippe Noiret, Charles Berling et son neveu Matthieu Boujenah. Cette comédie a pour sujet un père qui tente de réunir ses trois fils. Les personnalités des quatre personnages sont quatre des facettes de sa propre personnalité. Il est nommé aux César de la meilleure première œuvre de fiction, et remporte un nouveau succès avec son one-man-show les Nouveaux Magnifiques au théâtre du Gymnase à Paris, avec une nouvelle série de portraits de juifs tunisiens, vingt ans après la création des premiers.
En 2007, il est nommé directeur artistique du Festival de Ramatuelle, succédant à Jean-Claude Brialy, mort le 30 mai 2007. En 2008, il présente son spectacle Enfin libre !.
Le 8 janvier 2013, il annonce dans l'émission Les Grosses Têtes sur RTL qu'il prépare un film dans lequel Yvan Attal et Pascal Elbé seront présents. Le même jour, il est à l'affiche pour la première fois de la pièce Inconnu à cette adresse au théâtre Antoine durant un mois (du 8 janvier au 2 février) avec Charles Berling. La pièce change de comédiens très régulièrement. Gaspard Proust, Pascal Elbé, Stéphane Guillon, Dominique Pinon, Thierry Lhermitte et Patrick Timsit ont déjà joué cette pièce précédemment.

### Vie privée
Michel Boujenah est divorcé d'Isabelle Luzet, artiste styliste coiffeuse du monde du spectacle dont il a un fils, Joseph  (né en 1998) et une fille, Louise (née en 2000). Il est l'oncle de Matthieu Boujenah et de Lucie Boujenah. Il a résidé la plupart du temps dans sa villa à la périphérie de Saint-Paul-de-Vence.

### Engagements
En 1998, il est le parrain du Téléthon pour la recherche sur la myopathie et les maladies neuromusculaires.
En octobre 2023, il estime qu'« il n’y a pas de dommages collatéraux » palestiniens dans la guerre à Gaza et compare Israël aux États-Unis se battant contre le Troisième Reich. Un mois plus tard, il affirme souffrir « pour toutes les victimes civiles palestiniennes et israéliennes » et militer pour la paix.

## Théâtre
- 1974 : La Haute Colline de Dunsinane de Paul Allio, Compagnie de la Grande Cuillère, théâtre Essaïon
- 1975 : Pénélope et Ulysse, Compagnie de la Grande Cuillère, théâtre Mouffetard
- 1979 : Macadam 4 étoiles de Paul Allio et Corinne Atlas, Compagnie de la Grande Cuillère, MJC-théâtre de Colombes et théâtre Oblique
- 1980 : Albert (spectacle solo) de Michel Boujenah et Corinne Atlas, seul en scène mis en scène Corinne Atlas, théâtre du Lucernaire
- 1981-1982 : Anatole (spectacle solo) de Michel Boujenah et Corinne Atlas, mise en scène Corinne Atlas, Centre d'action culturelle de Poissy puis théâtre de la Gaîté-Montparnasse
- 1984 : Les Magnifiques (spectacle solo) de Michel Boujenah, mise en scène Michel Boujenah, Splendid Saint-Martin
- 1987-1990 : L'Ange gardien (spectacle solo) de Michel Boujenah, théâtre 71
- 1990-1991 : Dom Juan de Molière, mise en scène Jacques Rosner, théâtre du Capitole, Centre culturel de Foix et de l'Ariège, Théâtre national de Chaillot et TNP Villeurbanne : Sganarelle
- 1991-1993 : Elle et moi (spectacle solo), mise en scène Michèle Goddet, Théâtre national de Nice, théâtre Sorano et tournée
- 1994-1997 : Le Petit Génie (spectacle solo) de Michel Boujenah, mise en scène Nathalie Cerda, Théâtre national de Nice et tournée
- 2001 : Mon monde à moi (spectacle solo) de Michel Boujenah, Théâtre national de Nice et tournée
- 2004-2008 : Les Nouveaux Magnifiques (spectacle solo) de Michel Boujenah, mise en scène Corinne Atlas, Théâtre national de Nice, théâtre du Gymnase Marie-Bell, théâtre de l'Ouest parisien et tournée
- 2008-2013 : Enfin libre ! (spectacle solo) de Michel Boujenah, mise en scène Michel Boujenah, Théâtre national de Nice et tournée
- 2009 : ADA : L'Argent des autres de Jerry Sterner, mise en scène Daniel Benoin, Théâtre national de Nice
- 2012 : Whatever Works d'après Woody Allen, mise en scène Daniel Benoin, Théâtre national de Nice, théâtre Marigny
- 2013 : Inconnu à cette adresse de Kressmann Taylor, mise en scène Delphine de Malherbe, théâtre Antoine
- 2013-2019 : Ma vie rêvée (spectacle solo) de Michel Boujenah, théâtre de l'Ouest parisien, puis tournée et théâtre Édouard-VII
- 2014 : Inconnu à cette adresse de Kressmann Taylor, mise en scène Delphine de Malherbe, Le Liberté - Scène nationale
- 2018-2020 : Ma vie encore plus rêvée (one man show) de Michel Boujenah, théâtre de la Gaîté-Montparnasse et tournée
- 2019 : L'Avare de Molière, mise en scène Daniel Benoin, théâtre Anthea (Antibes)
- 2020 : Inconnu à cette adresse de Kressmann Taylor, mise en scène Delphine de Malherbe, Festival de Ramatuelle
- 2021 : Les Adieux des magnifiques (one man show) de Michel Boujenah, tournée
- 2021 : Dans tous les sens (one man show) de Michel Boujenah (annulé pour cause de pandémie)
- 2021 : L'Avare de Molière, mise en scène Daniel Benoin, théâtre des Variétés : Harpagon

## Filmographie

### En tant qu'acteur

#### Cinéma
- 1980 : Mais qu'est-ce que j'ai fait au bon Dieu pour avoir une femme qui boit dans les cafés avec les hommes ? de Jan Saint-Hamont : Robert Crémieux
- 1981 : Fais gaffe à la gaffe ! de Paul Boujenah : le chauffeur de taxi
- 1982 : Rock and Torah  de Marc-André Grynbaum : Norbert
- 1983 : Le Rez-de-chaussée, court-métrage d'Alain Nahum
- 1985 : Tranches de vie de François Leterrier : Michel Lambert
- 1985 : Trois Hommes et un couffin de Coline Serreau : Michel
- 1985 : Le Voyage à Paimpol de John Berry : Joël
- 1986 : Prunelle Blues de Jacques Otmezguine : Freddy Bensoussan
- 1986 : La Dernière Image de Mohammed Lakhdar-Hamina : Simon Attal
- 1987 : Lévy et Goliath de Gérard Oury : Albert Lévy
- 1988 : Les Surprises de l'amour de Caroline Chomienne : le chauffeur de taxi
- 1989 : Moitié-moitié de Paul Boujenah : Arthur
- 1991 : La Totale ! de Claude Zidi : Simon / Marcel
- 1993 : Le Nombril du monde d' Ariel Zeitoun : Bajou
- 1994 : 3 000 Scénarios contre un virus, segment Affreux, bêtes et très méchants de Jacky Cukier : Ferdinand
- 1995 : Les Misérables de Claude Lelouch : André Ziman
- 1996 : Ma femme me quitte de Didier Kaminka : Samuel Bosquier
- 1996 : Un été à La Goulette de Férid Boughedir : TSF
- 1997 : Une femme très très très amoureuse d' Ariel Zeitoun : Nathan
- 1997 : XXL d' Ariel Zeitoun : Alain Berrebi
- 1998 : Don Juan de Jacques Weber : Sganarelle
- 2001 : La Grande Vie ! de Philippe Dajoux : le policier
- 2003 : 18 Ans après, suite de Trois Hommes et un couffin de Coline Serreau : Michel
- 2003 : Père et Fils de Michel Boujenah (voix)
- 2003 : Les Clefs de bagnole de Laurent Baffie : lui-même
- 2007 : Le Dernier Gang d' Ariel Zeitoun : le père de Julie
- 2008 : Les Bureaux de Dieu de Claire Simon : le Docteur Lambert
- 2009 : Ultimatum d' Alain Tasma : Victor
- 2009 : La Grande Vie d' Emmanuel Salinger : Patrick Lefrançois
- 2012 : Cendrillon au Far West de Pascal Hérold : voix de « Petite Fumée »
- 2013 : Les Limites, court-métrage de Laura Presgurvic
- 2021 : On est fait pour s'entendre de Pascal Elbé : le médecin d'Angèle
- 2023 : Le Petit Blond de la Casbah d'Alexandre Arcady : M. Benaïm
- 2024 : 14 Jours pour aller mieux d'Édouard Pluvieux : Pierre
- 2024 : N'avoue jamais d'Ivan Calbérac : Clément Fontaine
- 2024 : Finalement de Claude Lelouch : Michel

#### Télévision

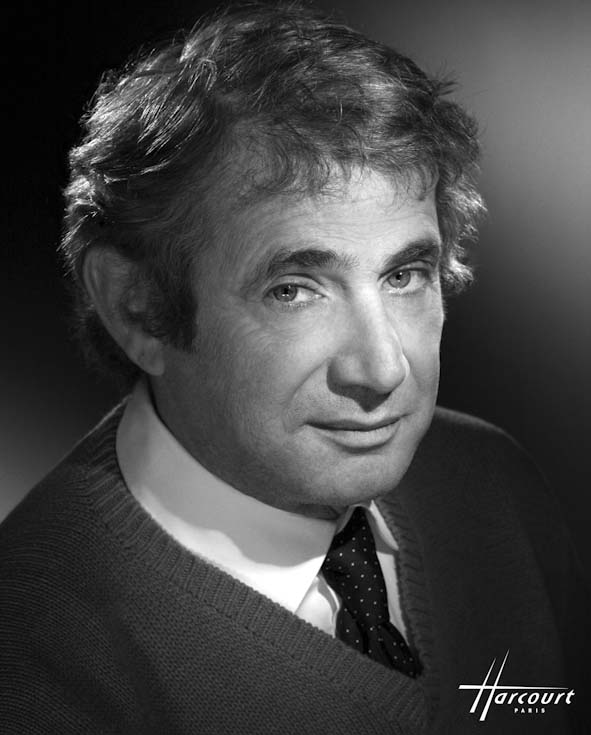
Michel Boujenah en 2008, photographié par le studio Harcourt.

- 1983 : Incertain Léo ou l'Amour flou de Michel Favart
- 1985 : Les Cinq Dernières Minutes : Crime sur Mégahertz de Joannick Desclers
- 2000 : Mathieu Corot de Pascale Dallet (série de 4 épisodes)
- 2004 : Par accident de Jérôme Foulon : Marc Delhomme
- 2005 : Les Inséparables d'Élisabeth Rappeneau (série de 3 épisodes) : Simon
- 2010 : Le Grand Restaurant de Gérard Pullicino
- 2017 : Scènes de ménages : Ça va être leur fête ! : Bernard
- 2019 : Myster Mocky présente, épisode Un décès dans la famille de Jean-Pierre Mocky
- 2022 : Tous Inconnus de Nicolas Hourès :  Lui-même
- 2025 : Le Parfum du bonheur de Baya Kasmi

### En tant que réalisateur
- 2003 : Père et Fils
- 2007 : Trois Amis
- 2016 : Le Cœur en braille

### Publicité
En août 2016, il joue dans un spot publicitaire télévisé pour la marque d'huiles Puget.

### Voix-off
- 2010 : Sa majesté le poil de Claude-Julie Parisot, documentaire de biologie et de sciences naturelles produit par Arte : le narrateur

## Distinctions
- Commandeur de l'ordre national du Mérite (2021)[13] ;
- Officier de l'ordre des Arts et des Lettres (2004)[14] ;
- Monaco : officier de l'ordre du Mérite culturel (2004)[15] ;
- Tunisie : chevalier de l'ordre du Mérite culturel (2016)[16].

### Récompenses
- César 1986 : Meilleur acteur dans un second rôle pour Trois hommes et un couffin

### Nominations
- César 1994 : Meilleur acteur pour le film Le Nombril du monde d'Ariel Zeitoun
- César 2004 : Meilleure première œuvre de fiction pour Père et Fils avec Philippe Noiret et Charles Berling.
- Molières 2022 : Molière du comédien dans un spectacle de théâtre privé pour L'Avare